# Bruce R. Maslin
Bruce Roger Maslin, född den 3 maj 1946 i Bridgetown, Western Australia, är en australisk botaniker specialiserad på Akaciasläktet.
Auktorsnamnet Maslin kan användas för Bruce R. Maslin i samband med ett vetenskapligt namn inom botaniken; se Wikipediaartiklar som länkar till auktorsnamnet.